# Нарышкин, Александр Алексеевич
Александр Алексеевич Нарышкин (15 октября 1839 — 22 февраля 1916) — русский общественный и государственный деятель из рода Нарышкиных. Землевладелец Орловской губернии (346 десятин).

## Биография
Второй сын отставного прапорщика Нижегородского драгунского полка и участника Кавказской войны Алексея Ивановича Нарышкина (1815—1866) и Марии Сергеевны Цуриковой (1813—1863). Внук И. В. Нарышкина. Братья — Сергей (1836—1878) и Иван (1842—1882).
Обучался в Московском и Гейдельбергском университетах, окончил историко-филологический факультет Санкт-Петербургского университета со степенью кандидата (1862).
Поступил на службу кандидатом мирового посредника 4-го участка Орловского уезда Орловской губернии. Председатель Съезда мировых судей Орловской губернии (1867–1875). Председатель Орловской губернской земской управы (1874–1876).
В 1876 году, когда началось восстание балканских славян и их освободительная война против турок, Нарышкин выехал в Сербию, где оказывал поддержку восставшим в качестве уполномоченного славянских комитетов Москвы и Петербурга.
Участник русско-турецкой войны. В 1877 г. получил назначение в Суздальский полк в качестве ординарца при генерале М. Д. Скобелеве. Участвовал в боях с турками, за храбрость получил  солдатский георгиевский крест 4-й степени.
В 1892—1894 годах — подольский губернатор. В 1894—1898 годах — товарищ министра земледелия и государственных имуществ.
В 1906 году выбран в члены Государственного совета. В совете состоял членом комиссий законодательных предположений, о старообрядческих общинах, по землеустройству и др. Входил в правую группу госсовета.
В 1906—1916 гг. — товарищ председателя Постоянного совета Русского собрания.
22 февраля 1916 года 76-летний А. А. Нарышкин скончался в Петрограде. Похоронен в имении «Егорьевское», станции «Нарышкино» Рижско-Орловской железной дороги.
Как отмечала газета «Орловский вестник» в некрологе от 27 февраля 1916 года: «Он был единственным сенатором, имевшим солдатский Георгий, проведший полжизни в рядах бюрократов, уклонялся от получения званий. Был в переписке с И. С. Тургеневым, с потерей которого либералы потеряли достойного противника — идеалиста, исповедовавшего свои взгляды не за страх, а за совесть».

## Семья и дети
В 1877 году женился на Елизавете Александровне Цуриковой (1848—1922), дочери орловского поэта и помещика Александра Сергеевича Цурикова и Варвары Карловны Сталь. Их дети:
- Юрий Александрович Нарышкин (1878 — 2 февраля 1918), корнет 17-го гусарского Черниговского полка, погиб в боях Добровольческой армии
- Ольга Александровна Нарышкина, жена Псковского вице-губернатора Василия Сергеевича Арсеньева (1883—1947)[3].
- Борис Александрович Нарышкин (1884—1927), прапорщик запаса, военный врач, арестован как заложник и расстрелян в Москве в 1927 году в ответ на убийство Войкова.
- Екатерина Александровна Нарышкина (1885—1971), стас-дама императрицы Александры Фёдоровны[4], жена с 1913 года корнета Кавалергардского полка и камер-юнкера, князя Константина Павловича Кантакузена (1884—1956)
- Пётр Александрович Нарышкин (1886—1917), штабс-капитан Преображенского лейб-гвардии полка, расстрелян большевиками в 1917 году